# Azcapotzalco
Azcapotzalco est l'une des seize divisions territoriales (demarcaciones territoriales) de Mexico au Mexique. Son siège est Villa Azcapotzalco.

## Géographie

### Situation
Azcapotzalco s'étend sur 33,6 km2 au nord-ouest de Mexico. Elle est limitrophe de Gustavo A. Madero à l'est, Cuauhtémoc au sud-est et Miguel Hidalgo au sud, ainsi que des municipalités de Naucalpan de Juárez à l'ouest et de Tlalnepantla de Baz au nord, situées dans l'État de Mexico.

## Toponymie
Le nom Azcapotzalco est formé des mots en nahuatl azcatl (« fourmi ») et potzoa/potzalli (« monticule ») et se traduit par « endroit des fourmis ».

## Histoire
Azcapotzalco est fondée par les Tépanèques et connaît son âge d'or au XIVe siècle. Les Aztèques sont tributaires de cette cité-État (« huey altepetl ») depuis le règne de Tezozomochtli, tout comme les altepetl de Chalco, Cuantitlan et Culhuacan. Maxtla succède à Tezozomoc mais perd la ville, et peut-être la vie, face à la triple alliance formée par les altepetl de Tlacopan, Texcoco et Tenochtitlan.

## Démographie
Elle abrite 400 161 habitants en 2015.

## Stations de métro
6 stations
- El Rosario
- Tezozómoc
- UAM-Azcapotzalco
- Ferrería/Arena Ciudad de México
- Norte 45
- Vallejo

4 stations
- Aquiles Serdán
- Camarones
- Refinería
- Tacuba